# Lorien Legacies
Lorien Legacies è una saga letteraria scritta da Pittacus Lore, pseudonimo collettivo di James Frey e Jobie Hughes, composta da sette romanzi. Dal primo è stato tratto un lungometraggio cinematografico.

## Elenco dei romanzi
- Sono il Numero Quattro (I Am Number Four): 3 agosto 2010 in lingua originale, 3 febbraio 2011 in italiano.
- Il potere del Numero Sei (The Power of Six): 23 agosto 2011 in lingua originale, 7 giugno 2012 in italiano.
- La vendetta del Numero Nove (The Rise of Nine): 21 agosto 2012 in lingua originale, 29 agosto 2013 in italiano.
- La sfida del Numero Cinque (The Fall of Five): 27 agosto 2013 in lingua originale, 17 aprile 2014 in italiano.
- Il ritorno del Numero Sette (The Revenge of Seven): 26 agosto 2014 in lingua originale, 26 marzo 2015 in italiano.
- Il destino del Numero Dieci (The Fate of Ten): 1º settembre 2015 in lingua originale, 24 marzo 2016 in Italiano.
- Tutti per uno (United As One): 28 giugno 2016 in lingua originale, 23 febbraio 2017 in italiano.

La serie si compone anche di una serie di eBook in lingua originale formata dai seguenti prequel:
- I Am Number Four: The Lost Files: Six's Legacy (pubblicato il 26 luglio 2011)
- I Am Number Four: The Lost Files: Nine's Legacy (pubblicato il 28 febbraio 2012)
- I Am Number Four: The Lost Files: The Fallen Legacies (pubblicato il 24 luglio 2012)
- I Am Number Four: The Lost Files: The Legacies (raccolta dei tre precedenti pubblicato il 24 luglio 2012)
- I Am Number Four: The Lost Files: The Search for Sam (pubblicato il 26 dicembre 2012)
- I Am Number Four: The Lost Files: The Last Days of Lorien (pubblicato il 9 aprile 2013)
- I Am Number Four: The Lost Files: The Forgotten Ones (pubblicato il 23 luglio 2013)
- I Am Number Four: The Lost Files: Secret Histories (raccolta dei tre precedenti pubblicato il 23 luglio 2013)
- I Am Number Four: The Lost Files: Five's Legacy (pubblicato l'11 febbraio 2014)
- I Am Number Four: The Lost Files: Return to Paradise (pubblicato il 15 aprile 2014)
- I Am Number Four: The Lost Files: Fives Betrayal (pubblicato il 22 luglio 2014)
- I Am Number Four: The Lost Files: Hidden Enemy (raccolta dei tre precedenti pubblicato il 22 luglio 2014)
- I Am Number Four: The Lost Files: The Fugitive (pubblicato il 28 luglio 2015)
- I Am Number Four: The Lost Files: The Navigator (pubblicato il 28 luglio 2015)
- I Am Number Four: The Lost Files: The Guard (pubblicato il 28 luglio 2015)
- I Am Number Four: The Lost Files: Rebel Allies (raccolta dei tre precedenti pubblicato il 28 luglio 2015)
- I Am Number Four: The Lost Files: Legacies Reborn (pubblicato il 24 novembre 2015)
- I Am Number Four: The Lost Files: Last Defense (pubblicato il 23 febbraio 2016)
- I Am Number Four: The Lost Files: Hunt For The Garde (pubblicato il 31 maggio 2016)
- I Am Number Four: The Lost Files: Zero Hour (raccolta dei 3 precedenti pubblicato il 31 maggio 2016).

Dopo la devastazione del florido pianeta Lorien da parte degli alieni Mogadorian, nove giovanissimi Loric, accompagnati dai loro Custodi, vengono mandati sulla Terra per garantire la sopravvivenza della specie. I nove bambini sono membri della casta Garde, individui illuminati e dotati di poteri speciali; i bambini hanno ciascuno un numero e un incantesimo fa sì che i Mogadorian (giunti sulla Terra per sterminarli e conquistare il pianeta) possano ucciderli solo seguendone l'ordine numerico finché i sopravvissuti non si saranno riuniti. La storia ed i combattimenti narrati presentano punti in comune con i giochi di ruolo, i vari personaggi infatti si distinguono come guaritori, attaccanti o difensori con amuleti, armi ed accessori che ne modificano o amplificano i poteri. Hanno magie elemental (fuoco, vento, tuono, ghiaccio) e di altri tipi (levitazione, scudo, cura, invisibilità, stop, terremoto, trasmissione del pensiero, ...).

## Trama
Il pianeta Lorien è popolato da Garde, Cepan e Chimera. I primi nove anziani scoprono le pietre della fenice ed in qualche modo acquistano i poteri. Dopo questo evento il pianeta sarà trasformato proprio grazie ai poteri dei Garde. I Cepan non hanno poteri e si occupano dell'amministrazione e dei servizi del pianeta. Un'antica profezia comunque prevede che il pianeta sarà invaso da una razza aliena che lo distruggerà e ucciderà tutti gli abitanti tranne nove bambini destinati a sviluppare le eredità degli anziani originali ed i loro Cepan. Il pianeta è comunque dotato di sistemi di sicurezza ed i nove anziani vengono continuamente sostituiti dagli eredi che ne prendono anche il nome. Col passare del tempo però la minaccia viene sempre più sottovalutata dalla popolazione che passa l'esistenza a vivere spensieratamente finché un giorno la rete di protezione viene sabotata e i missili dei Mogadorian penetrano e distruggono le strutture vitali del pianeta. Sandor è un giovane Cepan che frequenta l'accademia di ingegneria quando, innamorato della Garde Devektra (una specie di rockstar in grado di leggere le menti e cantare creando incredibili giochi di luci), sottrae un rivelatore al Cepan di Numero 9 impedendo così di prevenire l'attacco dei Mogadorian. L'accademia sarà così distrutta, ma lui riuscirà a rintracciare Numero 9 e portarlo al punto di raccolta. Loridas (l'ultimo degli eredi degli anziani) porrà un incantesimo sui nove Cepan, in ordine di arrivo: saranno tutti immortali tranne Numero 1. Se Numero 1 sarà ucciso allora anche Numero 2 potrà essere ucciso e così via. I nove Garde bambini ed i loro Cepan lasciano Lorien con una nave spaziale mentre la seconda ondata di bombardamenti e l'offensiva di terra inizia. Nessun altro riuscirà a sfuggire dal pianeta.
Malcom Goode è un astronomo interessato all'esistenza di civiltà extraterrestri. Spedisce un segnale nello spazio che viene raccolto da Pittacus Lore che arriva quindi sulla terra gravemente ferito dai mog (morirà - è lo scheletro nella cantina segreta di casa Goode). Egli contatta Malcom Goode per preparare un gruppo di umani (Greeters) all'arrivo dell'astronave coi 9 ragazzi che dovranno ricevere le eredità degli anziani e ricostruire il pianeta dopo la sua distruzione da parte dei mog. I nove Garde arrivano sulla terra quando hanno 5-6 anni e si dividono in attesa di sviluppare le eredità. Tutti i Greeters saranno uccisi dai mog tranne Malcom che sarà comunque catturato e su cui effettueranno esperimenti finché non sarà liberato da Adam. Il numero 1 viene ucciso molto presto all'età di circa 9 anni. L'uccisione del Garde provoca una bruciatura sulla gamba sinistra degli altri uguale alla forma del ciondolo che portano al collo. Numero 1 viene rintracciata in seguito a una bravata che ne causa il fermo da parte della polizia con le conseguenti foto di lei e del suo ciondolo. Adam ed il suo fratellastro assistono alla sua uccisione. Il suo corpo rimane in possesso dei mog senza dissolversi in cenere perché la scienza dei mog è in grado di impedire tale processo e sarà utilizzato per collegarne la mente ad Adam. Adam rimane intrappolato nella mente di Numero 1 e resterà in coma per 3 anni. Durante questo periodo rivive tutti i ricordi di Numero 1 e prende coscienza della rovina causate dai suoi simili. Dopo il suo risveglio andrà in Inghilterra dove i mog sospettano di aver rintracciato il Cepan di Numero 2. La coscienza di Numero 1 che si manifesta solo ad Adam lo supplicherà di intervenire in soccorso del Garde. Adam riesce a rintracciarla mentre i mog sono trattenuti dal suo Cepan che si dimostra molto aggressivo. Numero 2 è una ragazzina con gli occhiali che non ha ancora sviluppato le eredità ed ha appena inviato un post in internet ("prima nove adesso otto. Il resto di voi è là fuori?") cui Numero 6 risponde "siamo qui". Adam cancella subito la risposta, ma prima che riesca a mettere in salvo la ragazzina viene raggiunto dal fratellastro e da una squadra di cacciatori che sopprimono il secondo Garde. Una nuova bruciatura compare sulla gamba di Numero 6. Numero 4 stava facendo un'escursione con la scuola e la bruciatura ne infiamma anche i calzini.
Immediatamente numero 6 e Katarina partono da Puerto Blanco (Messico), ma vengono rintracciate dai mog in un motel in Texas. Un mog pianta la sua spada nella testa di Sei che invece di morire vede la testa del mog aprirsi in due. È l'effetto dell'incantesimo di protezione che obbliga i mog ad uccidere i Garde in ordine progressivo seguendone la numerazione; diversamente ogni danno inflitto ad un Garde viene invece subito dall'aggressore. L'incantesimo cesserà di essere quando i Garde si riuniranno.
Katarina e Numero 6 riescono a fuggire aiutati dagli umani presenti nel motel (a questo punto Numero 6 decide di chiamarsi Maren Elizabeth). Durante la fuga riescono a nascondere lo scrigno, ma prima di riuscire a scappare in Australia vengono rintracciate dai mog che utilizzano i dati dell'auto utilizzata. Katarina viene torturata ed uccisa di fronte a Numero 6 per ottenere informazioni. Tenteranno poi di uccidere Numero 6 con tutti i mezzi e ciò provocherà una strage di mog su cui si ritorcono tutti gli effetti dei tentativi compiuti. Finalmente un giorno la prima eredità di Numero 6 si manifesta: può diventare invisibile così esce dalla cella che i mog credono vuota. Mentre cerca di uscire dall'enorme caverna trova il mog che ha ucciso Katarina e si vendica uccidendolo (è il primo mog che uccide volontariamente). Adam continua a studiare e diventa un abile stratega; Numero 1 è una presenza fissa che Adam trova di conforto mentre continua a sviluppare avversione verso i principi ed il modo di vivere dei propri simili. Il generale decide di inviare i due fratelli in Kenya sotto la copertura di un'associazione umanitaria per verificare la presenza di Numero 3 che è stato rintracciato casualmente dai cacciatori mog. Numero 3 viene identificato ed Adam cerca di impedirne l'uccisione. Adam combatte contro il fratellastro mentre il Cepan viene ucciso e Numero 3 tenta di fuggire. Con un balzo Numero 3 riesce a mettersi in salvo dai mog e dai piken solo per essere catturato dal generale che lo uccide mentre Adam impotente viene spinto nel vuoto dal fratellastro. Numero 6 riceverà a questo punto una nuova eredità: il controllo degli elementi.
Numero 4 stava partecipando a una festa in spiaggia, in Florida e si era appartato con una ragazza quando la bruciatura sulla gamba provoca addirittura l'ebollizione dell'acqua costringendolo a fuggire e cambiare nuovamente identità (a questo punto decide di chiamarsi John Smith) e insieme al suo Cepan va a Paradise.
Si innamora di Sara e fa amicizia con Sam, viene rintracciato dai mog che uccidono il suo Cepan. In una battaglia la scuola sarà distrutta, ma tutti i mog e i piken vengono eliminati da John aiutato da Numero 6, da Bernie Kosar e da Sam. Creduti terroristi lasciano Paradise. John sarà addestrato da Numero 6. Tornano a Paradise dove rischiano di essere catturati dai federali che collaborano con i mog utilizzando Sara come esca. Trovano la cantina segreta di Malcom con lo scheletro di Pittakus Lore e un computer che consente di visualizzare le posizioni dei Garde sulla Terra.
Dopo essere fuggiti si dividono: Numero 6 va in Spagna a rintracciare Numero 7 mentre John, Sam e Bernie ritornano nella base nel West Virginia in cui è stata imprigionata Numero 6 per recuperare lo scrigno e tentare di trovare Malcom. Numero 7 infatti si è rifugiata con la sua cepan Adelina nel convento in Spagna dopo aver terminato tutte le risorse economiche; qui viene rintracciata da Ella e purtroppo anche dai mog che metteranno a ferro e fuoco la zona. Adelina non aveva addestrato Numero 6, ma si era convertita all'ordine per diventare ella stessa una suora, l'emergenza della situazione la farà ritornare alle origini e morirà riuscendo comunque ad uccidere il proprio assassino per difendere Marina. L'arrivo di Numero 6 permetterà a loro di sopravvivere all'attacco.
Insieme a Crayton partono per l'India dove dovrebbe rintracciano Numero 8, vengono attaccati dai Mog e Crayton muore mentre Numero 8 teletrasporta via tutti.
Adam creduto morto si risveglia nella missione dove rimane per un certo periodo, ma la coscienza di Numero 1 comincia ad affievolirsi perciò Adam decide di ritornare ad Ashwood Estates (è un quartiere di Washington dove vivono solo mog, sotto le case si cela una delle basi più importanti degli alieni).
Solo il generale, la sorella ed il fratellastro sanno che Adam è un traditore (l'unico della sua razza), per tutti gli altri mog è semplicemente un disonorato. Riesce a convincere il padre a ripetere l'esperimento con una macchina perfezionata. Nel laboratorio sono conservati i resti di tutti i Greeters ormai morti, il corpo di Numero 1 e quello di Malcom Goode, che però è ancora vivo. Dopo l'esperimento cercano di ucciderlo per disporre del cervello di Adam da cui ricavare tutte le informazioni trasferite da Numero 1. In un ultimo momento di condivisione con Numero 1 Adam rivive in prima persona la scena della sua morte con il manifestarsi dell'eredità di provocare i terremoti; non è solo un sogno, Numero 1 stavolta lo saluta definitivamente mentre Adam le dichiara il proprio amore e scopre che l'eredità di Numero 1 è stata trasferita a lui. Distrugge la base e tutti i resti dei Greeters e di numero 1 riuscendo a fuggire insieme a Malcom.
Numero 9 con il suo cepan Sandor vivono agiatamente grazie alle pietre preziose che hanno portato da Lorien (tutti ne sono stati dotati, ma Adelina, la sua cepan e Marina/Numero 7 vivono in miseria e si rifugiano in un convento in Spagna. Ciò accade perché scambiano le pietre preziose con cibo riducendosi presto in miseria e cercando un luogo o qualcuno che offrisse loro cibo e riparo). Essi hanno affittato gli ultimi due piani del John Hancock Center a Chicago dove Sandor crea tutta una serie di gadgets ispirandosi a Batman. Hanno un iPod modificato per segnalare i mog nelle vicinanze (lo chiamano iMog), l'ascensore è dotato di un potente magnete, c'è un'aula magna con un leggio che comanda le armi inserite nelle pareti e dove numero 9 può allenarsi. Nel suo forziere è contenuta un'asta allungabile che numero 9 maneggia con estrema destrezza (su Lorien veniva usata per i tornei ed il padre di Numero 9 era proprio un campione di tali giostre). Numero 9 uccide il primo mog facendosi seguire nell'ascensore, attivando il magnete che attirerà l'arma del mog bloccandone le mani, e mediante la telecinesi userà una pistola per sparare al mog. Purtroppo il mog era uno scout che riesce comunque a segnalare la presenza di Numero 9. Successivamente numero 9 conosce una bellissima ragazza: Maddy, figlia di un astronomo. Purtroppo il padre di Maddy sfortunatamente vede col telescopio qualcosa che non avrebbe dovuto e viene imprigionato assieme alla moglie così Maddy viene costretta a consegnare ai mog Numero 9 che la vedrà poi sbranare da un piken assieme ai suoi cari. Numero 9 viene trattenuto in prigionia da un campo di forza nella base dei mog; dopo un certo periodo i mog riescono a catturare Sandor ed a recuperare anche lo scrigno. Sandor sarà torturato finché Numero 9 non riuscirà a passare attraverso il campo di forza; tale operazione lo lascia momentaneamente senza poteri, ma riuscirà a prendere una spada e trafiggere al cuore Sandor per risparmiargli ulteriori torture: d'ora in avanti Numero 9 non avrà più pietà! Dopo tanta attesa un giorno finalmente il campo di forza cede, Numero 9 esce come un toro dalla sua cella più forte di quanto ricordasse di essere e si trova davanti Numero 4 con due scrigni e Sam. Numero 9 recupera la sua asta dal suo scrigno ed inizia una strage di mog e piken. I due Garde saranno separati da Sam che va in cerca di suo padre nella base. Una volta usciti assisteranno all'arrivo di Setrákus Ra sulla terra e si getteranno verso di lui per eliminarlo.
Setrákus Ra si rifugia dietro al campo di forza obbligando i due Garde a rimandare la resa dei conti.
Sam viene catturato e trasferito nella base nel New Messico dove sono trattenute Sara e Numero 6. Numero 6 è finita nel New Messico per un difetto del teletrasporto durante la fuga dall'India. Numero 6 affronterà Setrákus Ra, ma sarà privata dei poteri ed appesa al soffitto rivestita di granito. Arrivano John, Numero 9, Numero 7, Numero 8 ed Ella (che nel frattempo si erano riuniti) che vengono sorpresi da Ra trasformatosi in Numero 6 (è uno dei suoi poteri) e privati dei poteri. Numero 8 viene ferito a morte, ma Ella riesce a colpire Setrákus con qualcosa che restituisce ai Garde i poteri. Setrákus Ra scompare con tutti i mog, Marina e John guariscono tutti i feriti ed insieme a Sara ritornano al John Hancock Center.
Contemporaneamente anche Adamus e Malcom hanno attaccato la base, Adamus distrugge i generatori, rintraccia Sam che fugge con il padre mentre Adamus affronta il fratellastro e tutti i mog. Fa esplodere il deposito esplosivi uccidendo tutti, ma riesce a mettersi in salvo. Sam e Malcom si riuniscono ai Garde.
Dopo l'esplosione della base Adam si ritrova in mezzo al deserto da solo, trae in salvo un superstite (Rex Saturnus) dalle rovine della base: è un nato naturale che gli rivela l'esistenza delle chimere su cui i mog stavano sperimentando il modo di estrarne i geni per trasmetterli ai mog nati nelle vasche. Trovano Dust, una chimera sopravvissuta e si dirigono a New York dove sono imprigionate le altre chimere (sono arrivate con la nave di Ella/Dieci). Fingendo di essere prigioniero di Rex, Adam si infiltra e trova le chimere superstiti, viene a conoscenza dell'identificazione del rifugio dei Garde (il John Hancock Center) ed avverte Sam che i Mogadorian stanno arrivando. Si separa da Rex che non può rinnegare la sua razza e va a raggiungere i Garde con le chimere sopravvissute.
Nel frattempo infatti hanno rintracciato Numero 5 e lo hanno portato al John Hancock Center insieme a Malcom e Sam. Numero 5 non lega affatto con Numero 9 comunque partono per recuperare lo scrigno che Numero 5 ha nascosto nelle paludi della Florida. Nel frattempo Ella è caduta in una specie di coma in cui trascina anche John.
Nella visione trasmessa da Ella, Numero 4 vede che la guerra è finita, gli umani assistono all'epilogo con Setrákus Ra seduto su un trono al Lincoln Memorial in una Washington distrutta, al collo ha tutti i ciondoli dei Garde, al suo fianco è seduta Ella e Numero 5 in divisa mog trascina Sam e Numero 6 di fronte a Setrákus Ra alla presenza dei terrestri asserviti e dei mog schierati. Ella ne ordina l'uccisione e Setrákus Ra decapita Numero 6 per la disperazione di Sam.
Appena trovato lo scrigno di Numero 5 si svela come traditore colpendo alla sprovvista Numero 6 procurandole la frattura del cranio, frattura le gambe a Numero 9 e tiene impegnati Numero 7 e 8 con la telecinesi e l'ausilio di due mostri. Cerca di convincere Numero 7 e 8 ad unirsi a lui con i Mog e mentre sta per uccidere Numero 9, Numero 8 si frappone teletrasportandosi per essere trafitto al cuore. A quel punto si manifesta la nuova Eredità di Marina che congela tutto bloccando Numero 5 che sarà ferito ed accecato ad un occhio.
La visione termina per il dolore provocato dall'uccisione di Numero 8 mentre i mog informati da Numero 5 stanno attaccando l'attico di Numero 9 per rapire Ella (in coma) mentre Sam, Sara, Malcom e Bernie Kosar cercano di respingerli.
A questo punto quindi Sam, Numero 4, Adam (appena arrivato), Sara e Malcom riescono a fuggire con gli scrigni residui. Allo stesso modo anche Numero 6, 7 e 9 riescono a fuggire dalla trappola organizzata da Numero 5 nelle Everglades.
Ella si risveglia nell'astronave mog dove Setrákus Ra la informa che è sua nipote ed è dotata, come lui, di un potere molto raro: Dreynen in grado di annullare temporaneamente i poteri degli altri Garde. Setrákus Ra imprime un legame ad Ella in modo che ogni danno che lui subisce viene trasmesso anche a lei. Ella tenta di fuggire aiutata da Numero 5, che non vuole partecipare alla guerra ormai prossima, ma vengono scoperti da Setrákus Ra che scaraventa nell'atmosfera terrestre Numero 5 dopo averlo ferito e privato dei poteri.
Nel frattempo Numero 9, 6 e 7 riescono ad uscire dalle Everglades, recuperare il corpo di Numero 8 con il pendente, si impadroniscono di una navetta Mog e vengono guidati da Adam a riunirsi a lui e Numero 4.
Dopo il risveglio di Numero 4 insieme ad Adam, Malcom, Sam e le chimere liberate da Adam si recano ad Ashwood Estates (nel frattempo invece Sara andrà a raggiungere Mark James per aiutarlo a diffondere le notizie mediante il sito Web) per attaccare di sorpresa i Mog, trovano il sito quasi abbandonato, ma devono affrontare il generale Sutek, padre di Adam, potenziato dalla scienza Mog e protetto da un'armatura. Il generale riesce a sopraffare Adam e sta strozzando Numero Quattro quando Adam riesce a riprendersi e trafigge alla schiena il proprio padre con la sua spada. Si impadroniscono quindi della base nascosta sotto la città e scoprono che esiste un tempio Maia predisposto dagli anziani dove i Garde devono recarsi con i loro pendenti e manufatti in Loralite per poter trasformare la Terra in una nuova Lorien. Nella base vengono raggiunti anche dai federali che hanno preso coscienza della minaccia costituita dall'invasione dei Mogadorian.
Numero Sei, Sette e Adam con tutti i pendenti e le pietre in loro possesso (con il corpo di Numero Numero e le ceneri di Henry) andranno con la navetta al tempio Maia mentre i Federali, Sam, Numero Quattro e Nove cercheranno di impedire ai politici corrotti (Mogpro) di consegnare la Terra a Setrákus Ra.
Al tempio trovano dei mog che vengono eliminati; il tempio è protetto da una barriera che consente solo ai Garde (ed incredibilmente anche ad Adam) di entrare; mediante i pendenti aprono un portale ed attivano un'Entità che si manifesta mediante il corpo di Numero Otto. L'Entità chiamata anche Lorien è cosciente di esistere, è immortale, ma può essere distrutta, non può partecipare direttamente alla lotta e scopo della sua esistenza è rilasciare i doni, ovvero i poteri ai Garde.
Dopo tale rivelazione Numero Otto riprende momentaneamente vita e dopo un bacio a Marina si dissolve.
Nel frattempo la flotta Mog si manifesta con enormi astronavi sopra tutte le città della Terra, Setrákus Ra assume le sembianze di un innocuo terrestre che assieme alla nipote Ella si presenta alla conferenza stampa promettendo pace e condivisione del progresso medico e tecnologico degli extraterrestri.
Viene smascherato dall'azione combinata dei Garde, Federali e politici riconvertiti alla causa terrestre, inizia uno scontro con Ella che utilizza contro il nonno Dreynen incurante della propria incolumità. Mentre i due Garde stanno per uccidere Setrákus Ra, arriva Numero Cinque che ne interrompe l'azione rivelando il legame fra Ella e il Nonno.
Numero Nove inizia una lotta forsennata con Numero Cinque, mentre Numero Quattro tenta di catturare Setrákus Ra che tenta di fuggire con Ella ormai impotente.
Setrákus Ra riesce a fuggire con una navetta, recupera i propri poteri, li toglie a Numero Quattro, ma non lo uccide e lo lascia cadere verso il fiume. Poco prima di raggiungere il suolo, Numero Quattro riprende i propri poteri appena in tempo a sopravvivere all'impatto, le astronavi Mog iniziano a bombardare la terra.
Nel panico un Piken si prepara ad attaccare Numero Quattro ormai allo stremo, ma viene abbattuto mediante un colpo di telecinesi che incredibilmente proviene da Sam, il quale ottiene la sua prima Eredità che viene rilasciata da Entità. 

## Personaggi

### Loric
I Loric sono gli abitanti del pianeta Lorien, un florido mondo poi devastato dai Mogadorian. Sul pianeta Lorien vivevano gli umanoidi (Garde e Cêpan) e molti altri animali (tra cui le chimere).

#### Gli anziani
Erano i Garde più forti e rispettati di Lorien. Prima dell'invasione dei Mog, la maggior parte di questi si sacrificò per passare il proprio potere ai Nove che poi giunsero sulla Terra. In origine erano Dieci, l'ultimo numero fu eliminato perché Setrákus Ra disonorò il posto del decimo anziano.

##### Pittacus Lore
Il più forte e saggio degli anziani. Si dice che fosse in grado di comunicare costantemente con Setrákus Ra e che fosse l'unico in grado di sconfiggerlo. Possedeva l'eredità dello Ximic che gli ha permesso di controllare più di 70 Eredità, l'ultima è stata quella del Dreynen, che permette di togliere le Eredità agli altri Garde. Essendosi anch'egli sacrificato, uno dei dieci Garde approdati sulla Terra sembra essere destinato a prendere il suo posto. Numero Quattro pensa di poter essere lui e viene riconosciuto come leader dagli altri.

### Garde
I Garde sono una specie umanoide (identica agli umani nell'aspetto) che si è evoluta sviluppando poteri speciali per la difesa del pianeta Lorien. Tutti i Garde sono eccezionalmente forti e veloci e sono dotati di telecinesi, inoltre sviluppano nel tempo le Eredità, ovvero poteri di vario genere, che cambiano da un individuo all'altro (controllo degli elementi, invisibilità, telepatia, ecc.).

#### Numero Uno
Numero 1 è la più anziana dei nove Garde arrivati sulla terra, sarà rintracciata ed uccisa da un gruppo di guerrieri guidati dal generale Andrakkus Sutek in Malesia all'età di nove anni. I mog hanno impiegato quattro anni per rintracciarla. Ci riescono in seguito alla diffusione delle foto effettuate dalla polizia che la arresta per una bravata. È una ragazza bionda in grado di provocare terremoti. Dopo la sua morte riescono a utilizzare il suo corpo per collegare la sua mente a quella di Adam per recuperarne i ricordi. Mentre sono collegati lei si manifesta e prende il controllo della mente di Adam. Riesce a far comprendere ad Adam la realtà e rimarrà presente come un fantasma, una coscienza che si manifesta solo a lui.

#### Numero Due / Maggie Hoyle
Numero Due è morta all'età di dodici anni, fu trovata dai Mogadorian per un messaggio su internet che Due scrisse dopo la morte di Uno. Il messaggio riportava: "Nove, ora Otto, siete là fuori?" Adamus cerca di salvarla, ma viene raggiunto dal suo fratellastro Ivan e dai cacciatori che la catturano e la uccidono: Adamus non è riuscito nello scopo.

#### Numero Tre / Hannu
Il Numero Tre era un tredicenne. All'inizio del primo libro lui e il suo Cêpan vengono assassinati dai Mogadorian in Kenya. Aveva la capacità di attraversare gli ostacoli.

#### Numero Quattro / John Smith
È il protagonista e narratore di Sono il Numero Quattro, di metà di Il potere del Numero Sei e di un terzo di La vendetta del Numero Nove. John finirà a Paradise e si innamorerà di Sarah Hart, ma sarà costretto a scappare insieme a Sei e a Sam Goode alla fine del primo libro. Alla fine del secondo, dopo essersi temporaneamente staccato da Sei, egli farà la conoscenza di Nove, e si ritroverà da solo con lui dopo aver lasciato indietro per sbaglio Sam. Nel terzo libro continuerà il suo viaggio insieme a Nove alla ricerca degli altri Garde, trovando tutti (eccetto Cinque) nei capitoli finali. Le Eredità di Quattro finora scoperte sono:
- Potenziamento: tutti i Garde posseggono una forza fisica potenziata, così come la velocità, i riflessi e la resistenza.
- Telecinesi: è la capacità di spostare oggetti e persone con il pensiero, tutti i Garde acquistano questa abilità, ma John l'acquisisce in ritardo.
- Lumen: è una capacità che permette a Quattro di emanare luci dai palmi delle mani e di resistere al calore, non si ustiona se a contatto col fuoco, tuttavia può morire per inalazioni di fumo.
- Telepatia con gli animali: John si rende conto di esserne capace alla fine del primo libro, ma la possedeva da tempo senza rendersene conto. Si è manifestata per la prima volta in Florida con dei cervi.
- Predizione: abilità di vedere il futuro. Non si sa ancora se questa sia una vera e propria Eredità.
- Immunità al fuoco: gli permette di resistere ad alte temperature senza scottarsi e può inoltre dominare il fuoco, creando e lanciando palle infuocate dalle varie dimensioni.
- Ximic: Possibilità di apprendere eredità copiandole dagli altri garde. Verso la fine del sesto libro si scopre che l'abilità di curare non è altro che una conseguenza di un'eredità. Infatti impara a diventare invisibile come Sei e sparare un raggio d'argento dagli occhi capace di pietrificare oggetti o persone che siano.

#### Numero Cinque / Cody
Nel terzo libro, il Numero Cinque è visualizzato su una mini-mappa elettronica appartenente al padre di Sam Goode. Grazie alla mappa, il Numero Quattro e il Numero Nove riescono a vedere che il Numero Cinque è in viaggio, probabilmente con un aeroplano, dal Brasile verso gli Stati Uniti, passando per la Giamaica.
Il Numero Cinque viene trovato nel quarto libro, è un ragazzo, tiene sempre due biglie in mano che gli consentono di trasformarsi e acquisire la stessa consistenza del metallo o di diventare flessibile come la gomma. È un traditore, è stato addestrato dal suo Cepan che dava più importanza a nascondersi che al combattimento. Essendo vecchio e malato non poteva seguire Numero Cinque che invece di addestrarsi preferiva bighellonare per l'isola della Martinica dove si erano rifugiati dopo essere stati localizzati in Canada. Un giorno però riesce a scoprire l'inganno. Subito dopo Cody sviluppa la telecinesi e decide di allenarsi segretamente per far ricredere Rey. Purtroppo Rey muore prime di vedere le eredità manifestarsi nel ragazzo e lo lascia con un'ultima raccomandazione: "cerca di sopravvivere". Cody farà tesoro di tale raccomandazione, lascia l'isola e rischia di perdersi in mare. Si salva grazie all'eredità del volo che gli permette di arrivare sano e salvo a Miami. Conosce una ragazza, Emma, con cui trascorrerà il tempo sulla spiaggia derubando i turisti finché non sarà notato da Ethan. Ethan è su un livello superiore e prende Cody sotto la sua protezione consentendogli di vivere nel lusso dopo averlo costretto a rivelargli i suoi poteri. Lo addestra come un Cepan finché non si rivela essere collegato ai mog che hanno seguito Cody nella speranza di riuscire a convertirlo alla loro causa. Si manifesta la sua eredità di acquisire le proprietà fisiche degli elementi con cui entra in contatto e decide di accordarsi con i mog. Cody odia Numero Nove e ucciderà Numero Otto.
- Potenziamento: tutti i Garde posseggono una forza fisica potenziata, così come la velocità, i riflessi e la resistenza.
- Telecinesi: è la capacità di spostare oggetti e persone con il pensiero.
- Externa: è una capacità che permette a Cinque di assumere le qualità di ciò che tocca: può diventare di gomma e deformarsi a piacimento oppure duro come un metallo.
- Volo: può volare

#### Numero Sei / Maren Elizabeth
Viene descritta come una ragazza atletica di 16-17 anni, con carnagione olivastra, lunghi capelli scuri, occhi color nocciola, naso pronunciato e bocca larga. Dopo aver assistito alla morte della sua Cêpan, essa cercherà di raggiungere Quattro. Ci riuscirà alla fine del primo libro. Nel secondo, dopo essersi temporaneamente staccata da Quattro, Sei salva e si riunisce con Sette, Dieci e Crayton. Nel terzo libro, insieme a loro, troverà Otto e alla fine si ricongiungerà con Quattro e farà la conoscenza di Nove. Sia Sam che Quattro sono innamorati di lei, sentimento che ricambia con entrambi. Le Eredità che finora ha manifestato sono:
- Potenziamento: tutti i Garde posseggono una forza fisica potenziata, così come la velocità, i riflessi e la resistenza.
- Telecinesi: è la capacità di spostare oggetti e persone con il pensiero, tutti i Garde acquistano questa abilità.
- Invisibilità: Sei riesce a diventare completamente invisibile. Riesce anche a far diventare invisibile chiunque o qualunque cosa tocchi con mano. Prima della distruzione di Lorien, era una capacità molto rara che si sviluppava solo nell'1% dei Garde. Anche il nonno di Quattro possedeva la stessa abilità.
- Controllo degli Elementi: Sei può manipolare i quattro elementi principali (Acqua, Fuoco, Terra e Aria) e miscelarli tra loro, dando vita a pericolosissime e devastanti tempeste.

#### Numero Sette / Marina
Marina, o Numero Sette, è una ragazza di diciotto anni, alta, magra e con lunghi capelli scuri. È la protagonista e narratrice di metà di Il potere del Numero Sei. Sette ha vissuto nel convento di Santa Teresa in Spagna negli ultimi 11 anni, alla fine del secondo libro essa scapperà e si riunirà con Sei, Dieci e Crayton. Nel terzo libro insieme a loro troverà prima Otto, poi Quattro e Nove. Le sue Eredità sono:
- Potenziamento: tutti i Grade posseggono una forza fisica potenziata, così come la velocità, i riflessi e la resistenza.
- Telecinesi: è la capacità di spostare oggetti e persone con il pensiero, tutti i Garde acquistano questa abilità. In Marina questa abilità sembra essere molto sviluppata al punto di far levitare se stessa e altre persone, come se stessero per volare.
- Potere della guarigione: Sette può curare piante, animali, persone umane, loric e persino se stessa però si affatica molto. Quando usa questo potere, una sensazione di freddo gelido le attraversa le dita e il corpo.
- Visione notturna: Sette ha il potere di vedere nel buio. Non riesce a vedere chiaramente come alla luce del sole ma, come la stessa Numero Sette afferma in Il potere del Numero Sei, è più come se la sua visuale fosse rischiarata dalla luce di una candela.
- Respirazione subacquea: Marina scoprì che poteva respirare sott'acqua quando ha rischiato di annegare in un lago.
- Congelamento: Sette/Marina ha la possibilità di evocare e controllare il ghiaccio, potendo creare e modellare il ghiaccio che fa uscire dalle mani. Acquisisce questa eredità quando Numero Cinque uccide Numero Otto di cui è innamorata, è in questo modo che bloccherà ed accecherà un occhio a Numero Cinque.

#### Numero Otto
Il Numero Otto viene ritrovato da Crayton, Cêpan di Dieci, in India, attraverso informazioni ottenute attraverso Internet. Una volta che Crayton, Sei, Dieci e Sette giungono al suo cospetto, costringe i Garde a una prova ciascuno, mostrandosi in ognuna di esse sotto la forma di una reincarnazione di Vishnu.
Numero 8 è innamorato di Numero 7. Le sue Eredità sono:
- Potenziamento: tutti i Grade posseggono una forza fisica potenziata, così come la velocità, i riflessi e la resistenza.
- Telecinesi: è la capacità di spostare oggetti e persone con il pensiero, tutti i Garde acquistano questa abilità poco tempo dopo aver sviluppato la loro prima eredità.
- Teletrasporto: permette all'utilizzatore di spostarsi simultaneamente da un luogo ad un altro. La portata massima di questo suo potere è di 90 metri. Esistono tuttavia alcuni posti sulla Terra, costruiti dai Loric in tempi antichi, che permettono a Otto di spostarsi di migliaia di chilometri.
- Mutamento di forma: Otto è in grado anche di cambiare forma. Come già detto, si presenta per la prima volta agli altri Garde sotto forma di Vishnu. Dichiara inoltre di essersi trasformato in un insetto per nascondersi dai Mog. Sarà ucciso dal Numero Cinque nel quarto libro quando teletrasportandosi sarà trafitto al cuore dalla lama di Numero Cinque salvando così Numero Nove..

#### Numero Nove / Stanley Worthington
Numero Nove ha sedici anni e viene salvato da Quattro dopo essere stato tenuto come prigioniero per circa un anno in una base Mogadorian in Virginia Occidentale dove anche Sei fu imprigionata. Nel terzo libro viaggerà con Quattro alla ricerca degli altri Garde. Nove è descritto come un ragazzo molto alto, muscoloso e con i capelli neri, è anche molto esperto nell'utilizzo della maggior parte degli oggetti contenuti nello scrigno loric. Le Eredità di Nove sono:
- Potenziamento: tutti i Grade posseggono una forza fisica potenziata, così come la velocità, i riflessi e la resistenza
- Telecinesi: è la capacità di spostare oggetti e persone con il pensiero, tutti i Garde acquistano questa abilità.
- Antigravità: Nove può camminare su tutte le superfici, compresi pareti e soffitti.
- Telepatia con gli animali: Come John anche Nove scopre alla fine del secondo libro di potere comunicare telepaticamente con gli animali.
- Superudito: Nove può sentire rumori o conversazioni fino a kilometri di distanza.
- Superforza: Nove ha una forza superiore a tutti gli altri Garde.
- Supervelocità: Nove ha la possibilità di aumentare la sua velocità oltre il limite degli altri Garde.
- Trasferimento di capacità: Nove è in grado di rendere le pietre loric utilizzabili anche dai mortali, un esempio è quello di Sam Good, che riesce ad usare una pietra aliena proprio grazie all'eredità di Nove.

#### Numero Dieci / Ella
Nel secondo libro si scopre che, oltre i nove Garde mandati sulla Terra, ne esiste una decima. Ella ha 11 anni ma, nonostante la giovane età, è insolitamente agile, veloce e atletica. Ella è un Aeternus, cioè un Loric che possiede la capacità di cambiare età a proprio piacimento (ma solamente età che ha già vissuto). Al momento, Ella sembra aver sviluppato la telepatia con gli altri Garde. Tuttavia, non è ancora in grado di controllarla a proprio piacere. La sviluppa alla fine del terzo libro. Ella non faceva parte del piano originale degli anziani, ma è la figlia di una potente famiglia che si salva grazie a una nave conservata in un museo. Infatti non era protetta dall'incantesimo originale e avrebbe potuto essere uccisa in qualsiasi momento, non ha le cicatrici derivanti dalla morte dei Garde. Setrakus Ra la vuole come sua "erede", poiché è sua nipote. Le Eredità di Dieci sono:
- Dreynen: la capacità di far perdere temporaneamente le eredità agli altri Garde. Ella la può utilizzare caricandola sugli oggetti.
- Telecinesi: è la capacità di spostare oggetti e persone con il pensiero. Inoltre Ella ha la possibilità di inserirsi, parlare, far vedere immagini e visioni attraverso le menti delle persone. Durante la storia verrà collegata al nonno Streakus Ra da un incantesimo che le trasferisce tutti i danni fisici da lui subiti, perderà questo incantesimo quando proverà a suicidarsi.
- Chiaroveggenza: abilità di vedere i futuri più probabili.

### Cêpan
I Cêpan sono i tutori dei Garde e si occupano di loro da bambini: su Lorien li istruiscono e li aiutano a sviluppare le Eredità, sulla Terra li proteggono e si occupano di mascherare l'identità dei piccoli Garde. I Cêpan non sono guerrieri e non hanno abilità particolari, sul loro pianeta si occupano della burocrazia e del governo.

#### Hilde
Hilde è la Cepan di Numero Uno, sarà uccisa all'età di circa 50 anni insieme a Numero Uno in Malesia dai guerrieri guidati dal Generale Andrakkus Sutek. Adam osserverà la scena come addestramento. Era una maestra di arti marziali.

#### Hoyle
Conrad Hoyle è il Cepan di Numero Due; sarà ucciso a Londra.

#### Henri/Brandon
Henri, il cui nome loric è Brandon, è il Cêpan di John. Su Lorien aveva una moglie di nome Julianne, ma la lasciò durante il massacro di Lorien per seguire, proteggere e addestrare Quattro. John e Henri hanno un rapporto padre-figlio e Henri si finge il padre del ragazzo, sulla Terra. Nonostante viva negli Stati Uniti da circa 15 anni, Brandon mantiene un forte accento loric, simile a quello francese. Per questo motivo, ogniqualvolta Brandon e Quattro si spostano da un posto all'altro cambiando identità, egli mantiene invariato il nome Henri, di origine francese, modificando di volta in volta soltanto il cognome.

#### Katarina
Katarina era la Cêpan di Numero Sei. Secondo la descrizione di Sei, Katarina era una donna dal sangue freddo che l'ha allenata e addestrata molto duramente. I Mogadorian catturarono Katarina e Sei e le rinchiusero nella loro base segreta, qui torturarono Katarina fino alla morte.

#### Adelina
Adelina è Cêpan di Marina. Dopo aver vagato senza meta in tutta l'Europa, insieme a Marina entra in un convento in Spagna. Qui Adelina cambia mentalità: divenuta una fervente cattolica, non crede più a Lorien. Adelina trascura completamente il suo ruolo ma una volta che Mogadorian riescono a localizzare Marina, si pente e fa di tutto per aiutare la sua Garde. Viene uccisa con una pugnalata al cuore da un Mogadorian.

#### Sandor
Sandor viene menzionato alla fine di Il potere del Numero Sei e nei Lost Files-nine's legacy. Il Cepan di numero Nove doveva essere Daxin che però muore durante il primo attacco dei Mogadorian anche per colpa di Sandor che gli sottrae il bracciale in grado di avvertirlo dell'attacco. Il nonno di Numero Nove, un Garde con il potere di vedere il futuro, gli predirà la morte. Sandor è bravissimo in ambito tecnologico, crea robot e altre macchine per far in modo che Nove si allenasse in modo serio, riesce anche a convertire un iPod in uno speciale apparecchio che rileva la presenza dei Mogadorian e lo chiama "iMog". Dopo che lui e Nove vengono catturati e imprigionati, Nove riesce a scappare e per non far soffrire il suo Cêpan nelle mani del Mogadorian decide di ucciderlo. Il suo eroe dei fumetti preferito è Batman.

#### Reynolds
Reynolds era il Cêpan del Numero Otto. Viene ucciso dai Mog, dopo che lui e il Numero Otto vengono traditi da Lola, innamorata di Reynolds e gelosa di Otto. I mog la uccidono subito dopo averla pagata per il tradimento.

#### Crayton
Crayton non è il vero e proprio Cêpan di Ella, poiché al momento della partenza Ella era troppo giovane per riceverne uno, nonostante questo Ella e Crayton sembrano essere molto attaccati l'uno all'altra, tant'è che Ella lo chiama "Papà", Crayton aiuta Sette a combattere i Mogadorian avendo a disposizione una valigetta con pistole, granate ed armi speciali. La prima volta che Sette vede Crayton lo scambia per un Mogadorian a causa della sua aria tenebrosa. Morirà mentre cerca di fuggire dall'India con Sei, Sette, Otto ed Ella, che sono costretti a teletrasportarsi per non essere uccisi dai Mog che stanno bombardando la caverna dove erano andati con Otto, nella quale erano presenti dei disegni di scene che sarebbero avvenute in futuro e il blocco di Loralite che permetteva a Otto di spostarsi con il teletrasporto in altre nazioni.

#### Rey/Albert
È il Cêpan del Numero Cinque. Prende il nome di Albert solo mentre soggiornano in Alberta da cui sono costretti a fuggire perché scoperti da uno scout dei mog. Albert lo uccide e decide di fuggire in Martinica dove vivranno da soli. Rey è molto vecchio, si fa passare per il nonno del Numero Cinque e da più importanza al nascondersi che all'addestramento al combattimento. Si ammalerà e morirà nell'isola lasciando il ragazzo da solo prima che si sviluppassero le eredità.

#### Gli Altri Cêpan
- Cêpan del Numero Tre - Il Cêpan del numero tre è stato ucciso in Kenya, poco prima di Tre stesso. Nel film il Cêpan è un Uomo.

### Creature Aliene

#### Chimere
Le chimere sono animali di Lorien, molto intelligenti e in grado di assumere qualsiasi forma.

##### Bernie Kosar/Hadley
Bernie Kosar è una chimera che ha seguito John sulla Terra per proteggerlo. Nel corso del libro si trasforma in vari animali, in un geco quando erano in Florida e in un beagle (la sua forma preferita) quando sono andati a Paradise, Ohio. Su Lorien, Bernie Kosar si chiamava Hadley ed era un cucciolo con il quale Quattro giocava spesso; solo alla fine del libro John scopre che Hadley e Bernie Kosar sono la stessa creatura. Bernie Kosar affronta una delle bestie dei Mogadorian, trasformandosi a sua volta in un mostro alto dieci metri. Il suo nome terrestre è stato scelto da John, che aveva in camera da letto un poster dell'ex atleta Bernie Kosar.

##### Olivia
Olivia è una chimera proveniente da Lorien. È stata introdotta verso la fine del secondo libro, Ella racconta che Olivia è stata con lei sin dall'arrivo sulla terra, alla fine del libro muore difendendo Marina e gli amici da un gruppo di Mogadorian.

#### Pikens e Krauls
I Pikens e i Krauls sono delle bestie micidiali usate dai Mogadorian per combattere, i Pikens sono delle creature enormi con una grandissima forza distruttiva, mentre i Krauls sono delle bestie che assomigliano a dei cani e sono micidiali.

### Umani

#### Sarah Hart
Sarah è la ragazza di John, descritta come una bella sedicenne dai lunghi capelli biondi. Un tempo era una cheerleader impegnata in una relazione con Mark James, il quale però influiva negativamente su di lei; preoccupati, i suoi genitori l'hanno mandata a passare l'estate da una zia, dove Sarah si è appassionata di fotografia. Al suo ritorno ha abbandonato la squadra di cheerleader e ha rotto con Mark. John la salva da un incendio e le rivela la sua vera natura, che Sarah accetta senza problemi. Inizia a combattere contro i Mogadorian dopo essere stata rapita e tenuta prigioniera nella base di Dulce, viene liberata dai Garde e si unisce a loro. Si allena e inizia a diventare parte della resistenza contro i Mog, anche lei si unirà a Mark James per diffondere notizie a supporto di John e degli altri Garde. Non si limita soltanto a diffondere le notizie, ma fa parte di diverse battaglie per cercare di aiutare la Terra. 

#### Sam Goode
Sam è il miglior amico di John, un geek che crede nei rapimenti alieni da quando il padre è scomparso in circostanze misteriose; è abbonato a una rivista amatoriale chiamata Sono tra noi. È il primo a capire che John non è un essere umano, accetta la cosa e si offre di aiutarlo, sperando di scoprire dov'è il padre. Sam è descritto come un ragazzino magro, con capelli rossicci scarmigliati e occhiali (non suoi, del padre). Sam viene catturato e torturato da Setrakus Ra, ma sarà liberato nel quarto libro per azione del padre aiutato da un mog convertito (Adam) che si sacrificherà per coprirne la fuga. Alla fine del quarto libro Adam ricompare e si allea con il Numero Quattro. Sam è innamorato (sentimento ricambiato) di Numero 6. Al termine del quinto libro Sam acquisisce la sua prima eredità, salvando John: sarà uno degli umani-Garde che Eredità sceglie per combattere contro i Mogadorian che stanno invadendo la Terra.
- Telecinesi: è la capacità di spostare oggetti e persone con il pensiero.
- Controllo delle macchine: Sam ha la possibilità di parlare con le macchine e impartire loro degli ordini (ad esempio può spegnere le luci con un comando, o far emettere segnali particolari ai telefoni). Questa eredità funziona quando Sam ha in mente lo schema di funzionamento di un oggetto.

#### Malcom Goode
Malcom è il papà di Sam. La sua scomparsa è dovuta al suo rapimento da parte dei Mogadorian. Durante la sua reclusione i mog effettuano esperimenti su di lui che causano dei vuoti di memoria. Malcom era presente all'arrivo dell'astronave che trasportava i bambini con i loro Cepan. Lui ha conosciuto Pittacus Lore e ha ricevuto informazioni sui Garde e sul quello che avrebbero dovuto fare al momento opportuno.

#### Mark James
Mark è il quarterback della squadra di football della scuola, oltre che un bullo pieno di sé. È un ex di Sarah Hart ed è molto geloso della relazione tra John e Sarah, per questo maltratta in continuazione John e Sam. Mark scopre chi è veramente John dopo aver visto un video di YouTube in cui John esce incolume da un incendio. Alla fine si redime e combatte al fianco di John, mettendo da parte tutti i rancori. È descritto come un ragazzo robusto di 16-17 anni, moro, alto 1,85m e molto interessato al proprio aspetto fisico. Dopo la distruzione della scuola di Paradise, come promesso a John tenta di proteggere Sara. Purtroppo i suoi sforzi sono inutili e Sara viene presa dall'FBI che lavora per conto dei mog. Scopre che è stata portata a Dulce, si mette in contatto con Guard (un esperto di internet che si interessa ai misteri della guerra fra Loric e Mogadorian), usa il nickname Jollyroger182 in internet, indi, dopo aver sottratto un portatile all'FBI si dirige verso il New Mexico per liberare Sara. Gestisce la resistenza loric inizialmente dietro le quinte, attraverso il giornale online Sono tra noi, caricando continui aggiornamenti e informazioni sui Mogadorian e anche di video dove Quattro guarisce un agente del FBI e portare gli uomini a prendere posizione e non farsi incantare dalle false promesse che Setrakus Ra promette alla Terra. Non si limita soltanto a far parte della resistenza da dietro le quinte, ma entra in gioco combattendo contro i Mogadorian al fianco di Sara, Sei, Sette e Adam. 

#### Héctor Ricardo
Héctor Ricardo era l'ubriaco di città di Santa Teresa (il convento in cui Marina e Adelina passano la loro vita) ed era anche l'unico amico su cui Marina potesse contare. Héctor aiuta Marina, Crayton ed Ella a a fuggire e combattere contro i Mogadorian, alla fine del libro muore ucciso da Piken.

### Mogadorian o Mog
I Mogadorian sono gli abitanti del pianeta Mogadore, distrutto dall'inquinamento. Sono un popolo malevolo che viaggia nello spazio in cerca di pianeti da depredare, esaurendone le risorse e sterminando gli abitanti. I Mogadorian fanno uso di una tecnologia mista a magia, usando armi bianche e da fuoco con poteri strani e mistici.
I Mogadorian sono descritti come umanoidi alti e pallidi, con denti che aguzzi che sembrano limati. Quelli di loro che invadono i pianeti si dividono in ricognitori (calvi, con occhi neri in grado di infondere terrore) e soldati (più robusti e potenti, con capelli lunghi e occhi rossi, quasi infuocati), inoltre ci sono i meccanici, che lavorano all'interno delle astronavi da guerra. I mogadoriani purosangue hanno rischiato l'estinzione; ad un certo punto le donne hanno cominciato a morire durante il concepimento. Setrakus Ra ha trovato il modo di far nascere dei nuovi individui utilizzando delle vasche da cui essi uscivano già adulti e pronti ad essere utilizzati in combattimento, geneticamente modificati proprio per questo destino e tutti con lo stesso tipo di inclinazione mentale. 

#### Setrákus Ra
Setrákus Ra (Il Benevolo Condottiero per i Mog) è il leader dei Mogadorian; riesce a trovare il modo di riprodurre e modificare geneticamente i Mogadorian in vasche chimiche. È il fautore della Grande Espansione e autore del Grande Libro. Dapprima Quattro vede Setrákus nelle sue visioni, ma alla fine del libro arriva sulla Terra. Setrákus è alto due metri e cinquanta, ma ha la possibilità di ingrandirsi a suo piacimento, ha i capelli corti e una pelle molto abbronzata, possiede una cicatrice viola sulla gola (prodotta dalla lotta con Pittacus Lore). Al collo tiene i tre ciondoli dei Loric già uccisi. Per gran parte del libro tenta di far arrendere Quattro e Otto tramite incubi. Si dice che solo Pittacus fosse sempre in contatto con Setràkus. Setrakus è in grado di annullare tutte le eredità dei Lorien che restano inermi quando lo affrontano (usa Dreynen caricando le molecole dell'aria) solo su Ella (Dieci) non ha alcun effetto. Setrákus era uno dei dieci Antenati Loric, ma dopo la sua condanna a morte è andato dai Mogadorian per coltivare le sue idee. È il nonno di Dieci ed oltre a Dreynen possiede anche Aeternus. Inoltre può modificare il proprio aspetto a seconda delle necessità (da innocuo pacifico anziano simile ad un nonno terrestre a potente guerriero Mog).

#### Adamus Sutekh
Adam è figlio naturale del grande generale mog Andrakkus Sutek, ha un fratello e una sorella. Era destinato a controllare Washington una volta terminata la conquista della Terra. Il padre lo utilizza per un esperimento in cui lo collegherà alla mente della defunta Numero Uno. Adam sarà imprigionato da Numero Uno nei suoi ricordi e gli farà acquisire coscienza degli errori della visione dei Mogadorian della Grande Espansione. Rimarrà in coma per tre anni. Acquista il potere di provocare terremoti e combatterà i suoi fratelli ed il padre che ucciderà per difendere John durante la conquista della base in mano ai Mogadorian. Si allea quindi con Malcom Goode ed alla fine del quarto libro con Numero Quattro e tutti gli altri Garde.

#### Ivanick Shu-Ra
Ivanick è figlio naturale del grande guerriero Bolog Shu-Ra, lontano parente di Setrakus Ra. Il padre morì nella battaglia del pianeta Lorien ed il ragazzo venne adottato dal generale Andrakkus Sutekh. Cresciuto come un fratello di Adamus, quando capì che Adamus si era convertito alla causa dei Garde ha tentato di ucciderlo in Kenya e poi nella base di Dulce nel New Messico. Morirà proprio durante l'esplosione causata da Adam che raderà al suolo tutta la base.

### Loralite
Alcune pietre contenute negli scrigni consentono ai Garde di produrre fenomeni particolari (una guarisce, una consente di acquisire i poteri di un altro Garde per un tempo limitato, una disseta, una sfama, una riproduce il vento di Lorien,...), sembra che proprio con il loro ausilio riusciranno a riportare il pianeta Lorien alle origini. Sulla terra, ci sono delle grosse loraliti sotto Stonehenge, nella caverna in India, in Africa e nel New Messico; Numero Otto le utilizza per teletrasportarsi nelle lunghe distanze. In realtà la Loralite è diffusa in tutto l'universo ed è concentrata nel pianeta Terra destinato, dopo il risveglio dell'entità cosciente, a diventare la nuova Lorien.

### Lorien/ Entità / Eredità
Eredità (chiamata così da Ella, in origine chiamata Lorien) è la forza che elargisce le eredità "a coloro che le accettano", ha vissuto per milioni di anni, non ha alcun sentimento o interesse, per lei non esiste né male né bene, ma in qualche modo aiuta Ella a raccontare la storia del "Benevolo condottiero". Il nome coincide con quello del pianeta dei Loric, facendo credere erroneamente ai Dieci Garde inviati sulla terra che dovessero far rinascere il pianeta.

## Altri media
Cinema
- Sono il Numero Quattro (2011, diretto da D.J. Caruso): tratto dal primo romanzo. La trama diverge da esso in molti punti. Il regista ha confermato che gli piacerebbe dirigere un sequel, ma a causa dell'insoddisfacente incasso ai botteghini in rapporto al budget, il progetto fu cancellato.